# Gänsefingerkraut
Das Gänsefingerkraut (Argentina anserina (L.) Rydb.; Synonym: Potentilla anserina L.) ist eine Pflanzenart, die zur Unterfamilie der Rosoideae in der Familie der Rosengewächse (Rosaceae) gehört. Es ist weithin unter dem wissenschaftlichen Namen Potentilla anserina L. bekannt, wird aber nach jüngeren Forschungsergebnissen in die Gattung Argentina gestellt. Sie ist in den gemäßigten Gebieten der Nordhalbkugel weitverbreitet.

## Trivialnamen
Weitere Trivialnamen sind oder waren: Anserine, Dreckkraut, Gänserich, Gänsewiß, Grensel, Martinshand, Silberblatt, Säukraut oder Krampfkraut.

## Beschreibung

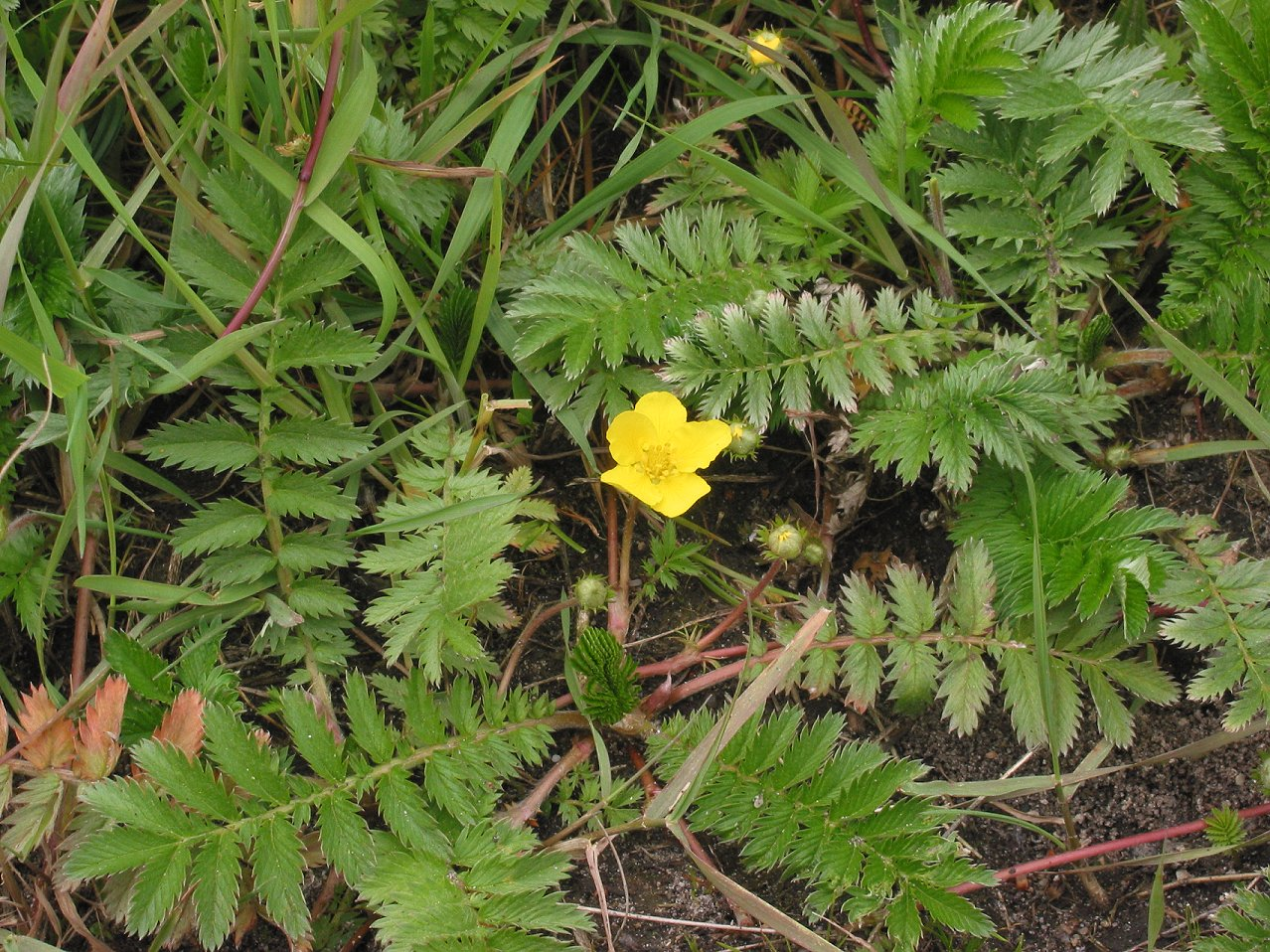
Habitus, gestielte Blüte und gefiederte Laubblätter

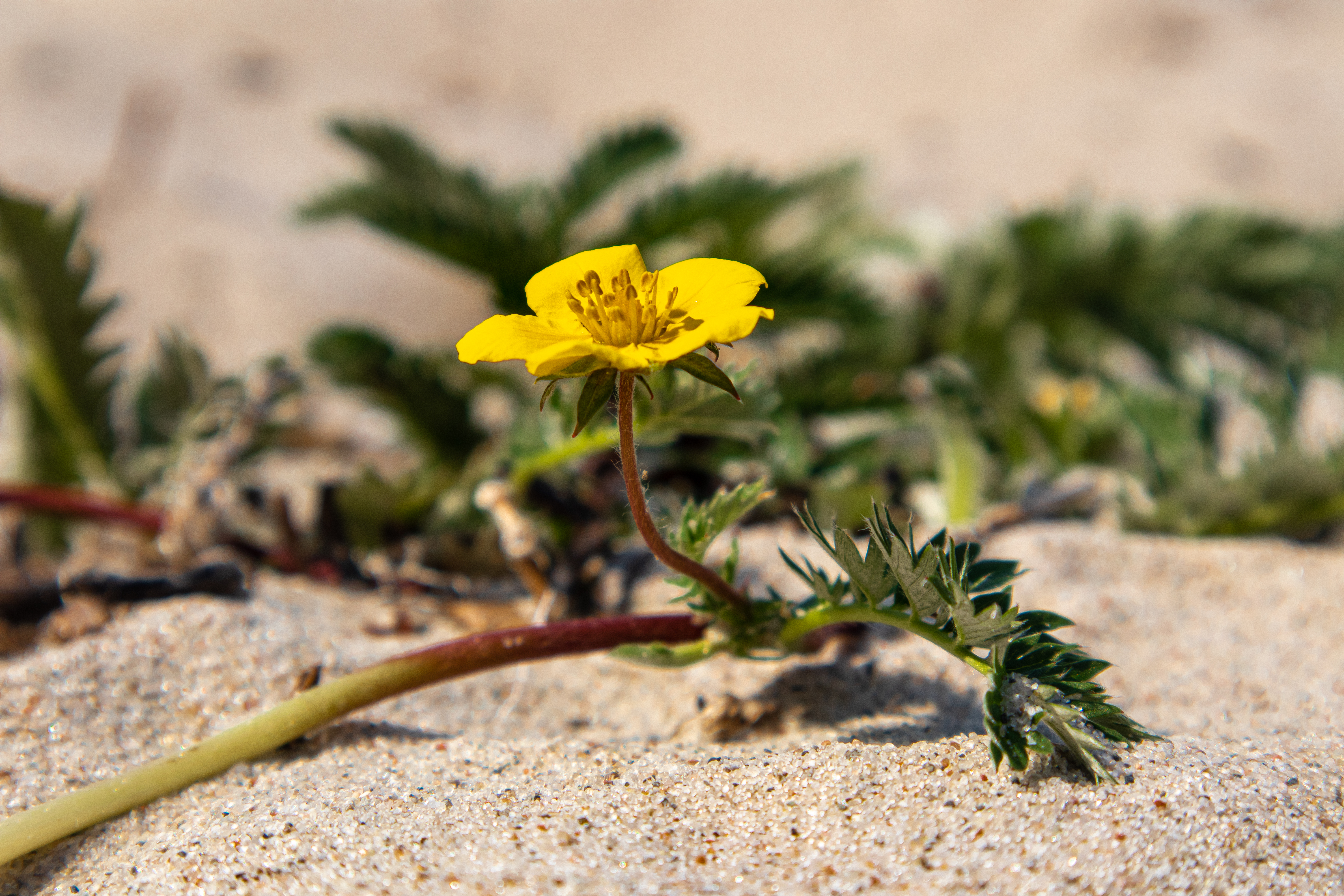
Kriechender Ausläufer mit Blüte

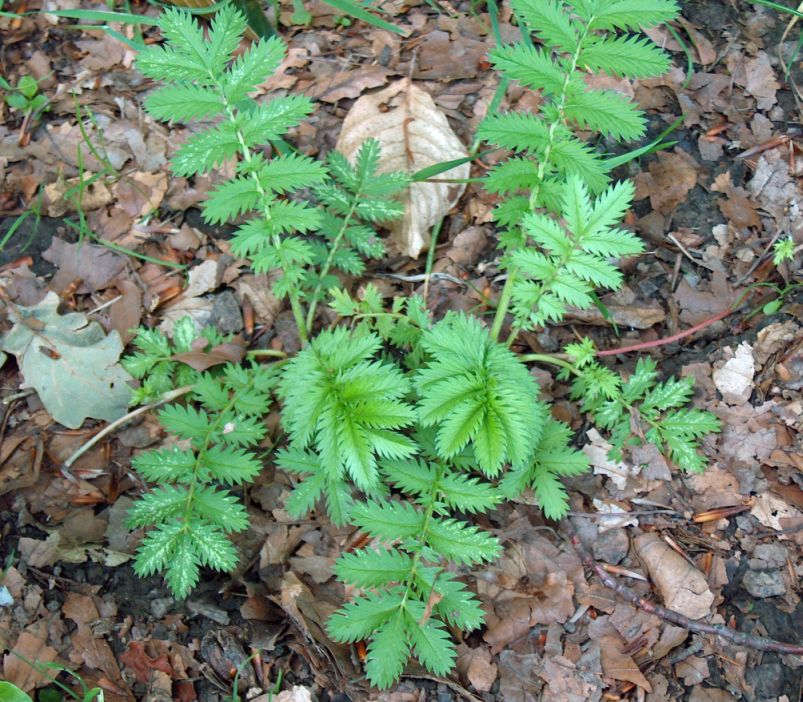
Habitus und gefiederte Laubblätter

Das Gänsefingerkraut ist eine kriechende, ausdauernde krautige Pflanze, die Wuchshöhen von nur 10 bis 20 Zentimetern erreicht. Sie bildet ein bis zu 20 Zentimeter langes Rhizom aus. Aus den Blattachseln sprießen bis zu 80 Zentimeter lange, kriechende Ausläufer, die an den Knoten Blattrosetten tragen und Wurzeln treiben. Die gestielten Grundblätter sind unterbrochen gefiedert und 7- bis 21-zählig. Die Blättchen sind auf der Oberseite spärlich behaart, auf der Unterseite silbrig seidenhaarig.
Die Blütezeit reicht von Mai bis September. Die einzeln an langen Stielen stehenden, radiärsymmetrischen und zwittrigen Blüten weisen einen Durchmesser von 1,5 bis 2 Zentimeter auf. Die leuchtend gelben Kronblätter sind nicht ausgerandet.
Je Blüte entstehen zahlreiche einsamige Nüsschen, die sich bei der Reife vom kegeligen Blütenboden ablösen.
Die Chromosomenzahl beträgt 2n = 28 oder 42.

## Ökologie
Das Gänsefingerkraut ist eine weitverbreitete Rosettenpflanze und trittfeste Pionierpflanze. Seine Blätter biegen sich bei Trockenheit auf und reflektieren so Licht und vermutlich auch Wärme.
Blütenökologisch handelt es sich um homogame „Nektar führende Scheibenblumen“. Die Blüten sind nur bei Sonne völlig geöffnet. Die Kronblätter haben innen Saftmale im UV-Bereich, die für das menschliche Auge nicht erkennbar sind. Die Bestäubung erfolgt durch verschiedene Insekten. Vor dem Abblühen kommt es auch zur Selbstbestäubung.
Es liegt eine Selbstausbreitung vor. Häufig findet aber auch Zufallsausbreitung durch Huftiere und Klebverbreitung (mit Schlamm) durch Gänse, Menschen usw. statt.

## Vorkommen
Das Gänsefingerkraut ist in den gemäßigten Gebieten der Nordhalbkugel weitverbreitet. In Mitteleuropa ist es häufig; es fehlt höchstens in Lagen der Mittelgebirge und in den Südalpen in kleineren Gebieten. Es steigt in Mitteleuropa bis in Höhenlagen von 2000 Metern. Im Allgäu erreicht es bei Steeg (Tirol) die Höhe von 1220 m.
Vor allem auf nährstoffreichen Wiesen (Gänseweiden), auf Äckern und an Wegrändern kommt das Gänsefingerkraut bestandsbildend vor. Es siedelt verbreitet in frischen Pionierrasen, an Wegen, Ufern, in Gänseangern, vor allem in Dörfern. Es bevorzugt dichten, feuchten, stickstoffreichen, lehmig-tonigen Boden und geht auch auf steinigen Untergrund. Nach Ellenberg ist es eine Halblichtpflanze, stickstoffreiche Standorte anzeigend, salzertragend und eine Ordnungscharakterart der Gänsefingerkraut-Weißstraußgras-Kriechrasen (Agrostietalia stoloniferae).
Es ist ein Kulturfolger, durch Verschleppung weltweit verbreitet und eine der häufigsten und am weitesten verbreiteten Pflanzenarten. Wegen ihrer Salztoleranz hat sich die Art in den letzten Jahrzehnten auch entlang der Ränder von Straßen, Autobahnen und Feldwegen stark ausgebreitet.

## Taxonomie
Das Basionym Potentilla anserina wurde 1753 von Carl von Linné in Species Plantarum erstveröffentlicht. Das Gänsefingerkraut wurde 1898 von Per Axel Rydberg in die Gattung Argentina gestellt. Diese lange Zeit nicht akzeptierte Einstufung wurde durch molekularsystematische Untersuchungen bestätigt.
Man unterscheidet zwei Unterarten:
- Argentina anserina subsp. anserina
- Argentina anserina subsp. egedei (Wormsk. ex Hornem.) Á.Löve & Ritchie. Sie unterscheidet sich von subsp. anserina durch die geringere Zahl der Fiederblättchen (7 bis 15), die kahl und auch unterseits weniger behaart sind. Die Chromosomenzahl beträgt bei dieser Unterart 2n = 28. Sie kommt an den Küsten Nordeuropas vor.

## Verwendung

### Phytotherapie
Das Gänsefingerkraut ist in den Kräuterschriften der Antike nicht zu finden. Das liegt wohl daran, dass es keine typische Mittelmeerpflanze ist, sondern seine Heimat in Mittel- und Nordeuropa hat. Im 15. Jahrhundert n. Chr. wird das Gänsefingerkraut in einem Kräuterbuch von Peter Schöffer erwähnt. In der germanischen Heilkunde wird das Gänsefingerkraut wahrscheinlich schon sehr lange verwendet, worauf auch die Anwendung in Milch hindeutet, die bei den Germanen sehr beliebt war.
Es ist hilfreich bei Durchfall, Blutungen und Entzündungen der Mundschleimhaut und des Zahnfleisches. Die Volksmedizin setzt das Krampfkraut generell bei krampfartigen Beschwerden, auch der quergestreiften Muskulatur (z. B. Wadenkrämpfe), ein. Wissenschaftlich anerkannt ist inzwischen die innerliche Anwendung von Gänsefingerkraut zur unterstützenden Behandlung von unspezifischen Durchfallerkrankungen mit krampfartigen Beschwerden, anderen Bauch- und Unterleibsschmerzen mit Krämpfen und bei Menstruationsbeschwerden.
Traditionell werden der Droge krampfstillende Eigenschaften zugeschrieben, so dass sie häufig, auch in Fertigpräparaten, gegen schmerzhafte Monatsblutungen eingesetzt wird. Diese Wirkung ist umstritten, sie konnte bisher nicht ausreichend belegt werden; ein entsprechender Inhaltsstoff dafür wurde auch nicht gefunden.
Gesammelt und getrocknet zu Heilzwecken verwendet werden die Blätter während der Blütezeit von Mai bis August. Für einen Tee übergießt man einen Teelöffel getrocknetes Kraut mit 150 ml kochendem Wasser und lässt den Aufguss 10 Minuten ziehen. Die Volksmedizin kennt auch das Kauen der Wurzel, beispielsweise bei Zahnfleischentzündung. Trockenextrakt aus Gänsefingerkraut ist heute in standardisierten Arzneien wie Dragées und Teemischungen in der Apotheke erhältlich.

### Inhaltsstoffe und Wirkungen
Gänsefingerkraut enthält als therapeutisch wirksame Inhaltsstoffe vor allem Gerbstoffe, Bitterstoffe, Schleimstoffe, Flavonoide und Cholin. Es wirkt hauptsächlich zusammenziehend (adstringierend) und hat außerdem eine schmerzstillende und stopfende Wirkung. Weitere Inhaltsstoffe sind Anthocyanidine, Hydroxycumarine, Phenolcarbonsäuren, Polyphenole und Phytosterole.

## Weiterführende Literatur
- Hiroshi Ikeda, Hideaki Ohba: A systematic revision of Potentilla L. Section Leptostylae (Rosaceae) in the Himalaya and adjacent regions. In: Bulletin. University Museum, University of Tokyo. Band 39, Nr. 3, 1999, S. 31–117 (online).
- Li Chaoluan, Hiroshi Ikeda, Hideaki Ohba: Potentilla sect. Leptostylae (Th. Wolf) T. T. Yü & C. L. Li. In: Wu Zhengyi, Peter H. Raven, Deyuan Hong (Hrsg.): Flora of China. Volume 9: Pittosporaceae through Connaraceae. Science Press / Missouri Botanical Garden Press, Beijing / St. Louis 2003, ISBN 1-930723-14-8, S. 298 (englisch, online – PDF-Datei).